# هيلموت كال
هيلموت كال (بالألمانية: Helmuth Kahl)‏ هو رياضي خماسي ألماني، ولد في 17 فبراير 1901 في برلين في ألمانيا، وتوفي في 23 يناير 1974.

## وصلات خارجية
- هيلموت كال على موقع أوليمبيديا (الإنجليزية)